# Mycetophila jucunda
Mycetophila jucunda är en tvåvingeart som beskrevs av Oskar Augustus Johannsen 1912. Mycetophila jucunda ingår i släktet Mycetophila och familjen svampmyggor. Inga underarter finns listade i Catalogue of Life.